# Centre médical MD Anderson
Le centre médical MD Anderson (M. D. Anderson Cancer Center) est l'un des trois centres de lutte contre le cancer des États-Unis établis en 1971 par le National Cancer Act. Il s'agit d'une institution consacrée au soin, à la recherche et à l'enseignement sur les cancers.
Aujourd’hui, le centre soigne 90 000 patients par an et emploie 17 000 personnes. Son actuel président est le Pr John Mendelshon connu pour avoir découvert le cétuximab (Erbitux).
Le MD Anderson fait partie du Texas Medical Center de Houston, le plus grand centre médical du monde avec une quarantaine d’hôpitaux et d'universités comme l'hôpital Méthodiste, St. Luke, Memorial Hermann, le Texas Children Hospital, Baylor, la Rice et l'université du Texas.
Il constitue la référence en matière de soin et de recherche en oncologie.
En 2008, le M. D. Anderson a été classé no 1 des centres soignant les cancers aux États-Unis dans l'étude annuelle de U.S. News & World Report[réf. souhaitée].
Le MD Anderson a été créé en 1941, intégrant l'université du Texas. Au cours des six dernières années, M.D. Anderson a été classé à quatre reprises en tête du classement américain « America's Best Hospital », une enquête publiée chaque année dans la presse américaine et mondiale, pour ce qui est du traitement du cancer.